# دون إلدريدج
دون إلدريدج هو سياسي أمريكي، ولد في 26 ديسمبر 1919 في مونت فيرنون في الولايات المتحدة، وتوفي في 16 أكتوبر 2007 في أولمبيا في الولايات المتحدة. نشط حزبياً في الحزب الجمهوري. وقد انتخب عضو مجلس نواب واشنطن ‏.